# Amin-Elias Gröller
Amin-Elias Gröller (* 25. Jänner 2005 in Wien) ist ein österreichischer Fußballspieler.

## Karriere
Gröller begann seine Karriere beim SK Rapid Wien. Ab der Saison 2019/20 durchlief er dann auch sämtliche Altersstufen in der Akademie der Rapidler. Im März 2024 debütierte er für die Amateure der Wiener in der Regionalliga. Bis zum Ende der Saison 2023/24 kam er zu zwölf Regionalligaeinsätzen, mit Rapid II stieg er als Meister in die 2. Liga auf.
Im Juli 2024 debütierte Gröller im ÖFB-Cup gegen den SC Neusiedl am See für die Profis von Rapid. Im August 2024 folgte anschließend sein Zweitliga-Debüt für Rapid II, als er am ersten Spieltag der Saison 2024/25 gegen den SV Horn in der Startelf stand. Sein Debüt in der Bundesliga für Rapids Profis folgte im April 2025 gegen den FC Blau-Weiß Linz.